# 神納村 (千葉県)
神納村（かんのうむら）は、千葉県君津郡（望陀郡）にかつて存在した村である。現在の袖ケ浦市の北部に位置している。

## 沿革
- 1889年（明治22年）4月1日 - 望陀郡神納村が町村制を単独施行。
- 1897年（明治30年）4月1日 - 望陀郡が統合されて君津郡となる。
- 1932年（昭和7年）7月1日 - 楢葉村と合併して昭和町を新設。同日神納村廃止。

## 交通

### 道路
- 房総街道（のちの国道127号の一部、国道16号の旧道）が村域のごく近く（長浦村大字蔵波）を通過していた。